# Bazydiola

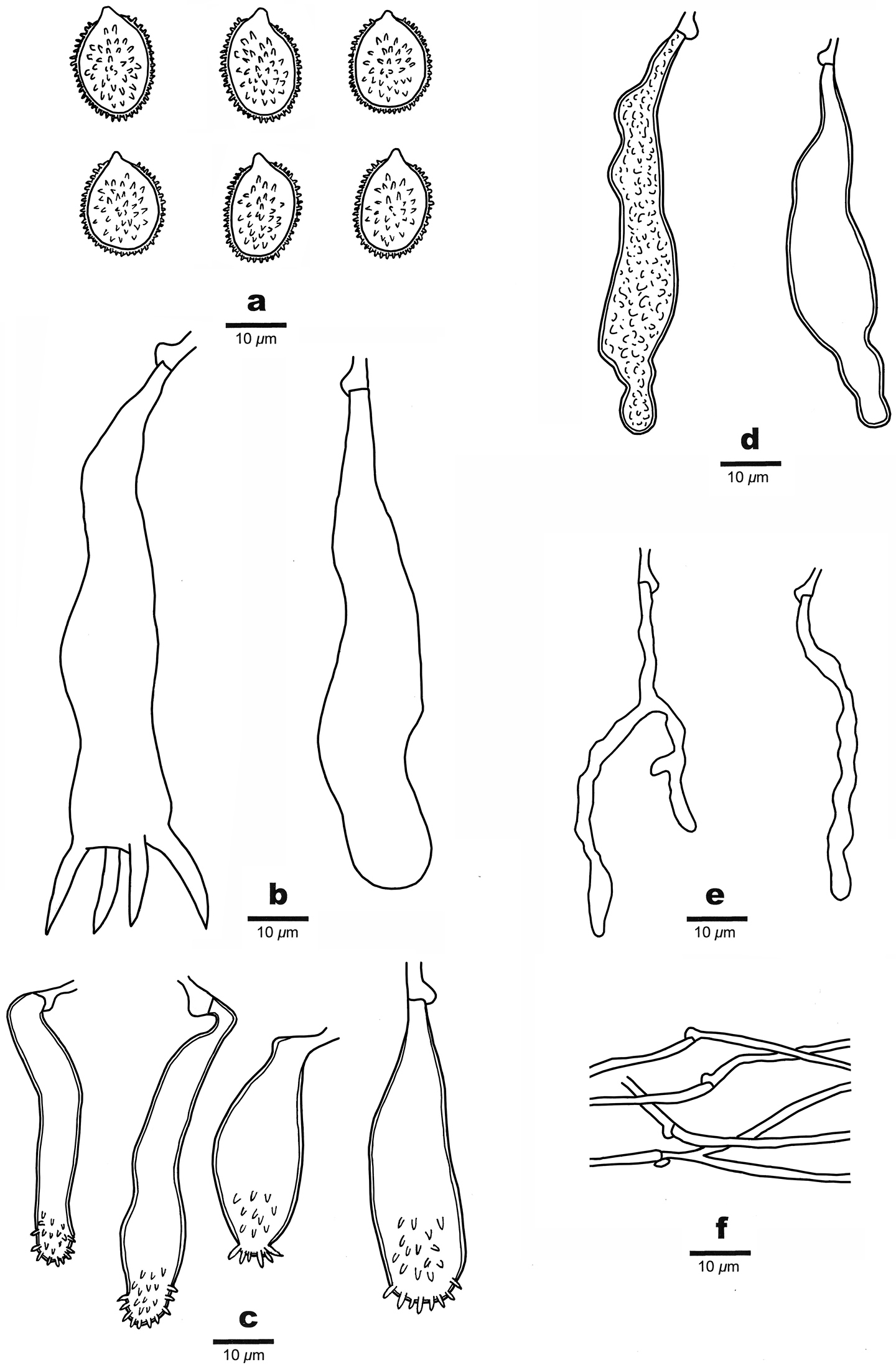
Aleurodiscus subroseus: a – bazydiospory, b -podstawka i bazydiola, c – akantofizy, d – gleocystydy, e – hyfidy, f – strzępki generatywne

Bazydiola (łac. basidiole) – u grzybów z grupy podstawczaków jest to niedojrzała podstawka, komórka występująca pomiędzy młodymi podstawkami. Jest płonna i nie posiada sterygm. Za bazydiolę uznaje się również inne bezpłodne komórki w hymenium, jeśli kształtem i wielkością przypominają podstawki. W niektórych rodzajach grzybów bazydiole powstają w subhymenium, w niektórych w tramie.
Występowanie bazydioli, ich kształt i wielkość mają znaczenie przy mikroskopowym oznaczaniu niektórych gatunków grzybów. Pomiędzy podstawkami u wielu grzybów występują jeszcze cystydy (rozwierki), jednak różnią się one kształtem i wielkością od podstawek. Większe i bardziej rozdęte bazydiole to brachybazydiole.
Rola bazydioli nie jest dokładnie znana. Przypuszcza się, że spełniają podobną funkcję jak cystydy: mechanicznie oddzielają podstawki od siebie, by nie dochodziło do ich zlepiania się, mogą pomagać w utrzymaniu wilgotności, działając jak pułapki powietrzne, w końcu, mogą też pełnić funkcje obronne przed drapieżnikami, takimi jak skoczogonki.